# Koncert Live 8 w Barrie
Koncert Live 8 w Barrie był jednym z koncertów w ramach serii Live 8. Koncert odbył się 2 lipca 2005 w Park Place (dawny Molson Park) w Barrie, w Kanadzie. Koncert prowadzili znani kanadyjscy aktorzy komediowi Dan Aykroyd i Tom Green. Na miejscu koncertu zgromadziło się około 35 tysięcy widzów.

## Artyści
- African Guitar Summit
- Barenaked Ladies
- Blue Rodeo
- Bruce Cockburn
- Tom Cochrane
- Bryan Adams
- Randy Bachman
- Deep Purple
- Céline Dion (transmisja z Las Vegas)
- D.M.C.
- DobaCaracol z K’naan
- Gordon Lightfoot
- Great Big Sea
- Jann Arden
- Jet
- Les Trois Accords
- Mötley Crüe
- Our Lady Peace
- Sam Roberts
- Simple Plan
- Tegan and Sara
- The Tragically Hip
- Neil Young